# Eberhard Hesse
Eberhard Hesse (* 28. Juni 1911 in Rixdorf; † 28. März 1986 in Berlin) war ein deutscher Politiker (SPD) und Widerstandskämpfer gegen den Nationalsozialismus.

## Leben
Hesse wurde 1911 als Sohn eines Schulleiters in Berlin geboren. Nach dem Abitur begann er ein Studium der Zeitungs- und Staatswissenschaften. Bereits im jugendlichen Alter war Eberhard Hesse in der Sozialistischen Arbeiter-Jugend (SAJ) aktiv. 1930 trat er der SPD bei. Seit 1932 leitete Hesse die SAJ im Berliner Bezirk Neukölln. Nach der Machtergreifung der Nationalsozialisten 1933 wurde er zum Abbruch seines Studiums gezwungen und war anschließend im Druckereigewerbe, dann in der Lebensmittelbranche beschäftigt. Parallel beteiligte er sich am Widerstand im Umfeld der Gruppe „Neu Beginnen“. Diese stand in Opposition zum SPD-Parteivorstand, weshalb Hesse zusammen mit weiteren Sozialdemokraten (darunter Fritz Erler und Kurt Mattick) am 11. April 1933 aus der Partei ausgeschlossen wurde. Am 23. April 1936 wurde er verhaftet und in das Gefängnis des Geheimen Staatspolizeiamtes (Gestapa) in der Prinz-Albrecht-Straße 8 eingeliefert. Am 9. Januar 1937 verurteilte man ihn zu eineinhalb Jahren Gefängnis. Im Dezember 1940 wurde Hesse zum Militär einberufen. Zwischen 1945 und 1947 befand er sich in sowjetischer Kriegsgefangenschaft.
Nach dem Krieg war Hesse von 1947 bis 1974 Leiter des August-Bebel-Instituts. Zwischen 1948 und 1952 gehörte Hesse dem Verband der Lehrer und Erzieher an. Von 1953 bis 1959 war Hesse Mitglied des Presseverbandes Berlin, seit 1959 gehörte er der IG Druck und Papier an.
Von 1951 bis 1961 leitete Hesse die Pressestelle der Berliner SPD. Anschließend übernahm er den Posten des Landesgeschäftsführers der SPD, welches er bis 1971 innehatte. Für den Wahlkreis Britz-Buckow I gehörte er seit dem 2. Februar 1956 bis 1975 dem Abgeordnetenhaus von Berlin an. Innerhalb der Berliner SPD war er ein führender Vertreter einer antitotalitären Ausrichtung und trat für einen strikten Abgrenzungskurs gegenüber der SED und der APO ein.
Eberhard Hesse war verheiratet und Vater zweier Kinder. Am 28. März 1986 starb Eberhard Hesse nach langer Krankheit in Berlin.

## Ehrung
- 1974: Ernst-Reuter-Plakette des Landes Berlin